# Традесканция бледная
Традесканция бледная (лат. Tradescantia pallida) — многолетнее вечнозелёное травянистое растение, вид рода Традесканция (Tradescantia) семейства Коммелиновые (Commelinaceae), произрастающее в районе побережья Мексиканского залива в восточной части Мексики.

## Ботаническое описание
Традесканция бледная — вечнозелёное многолетнее растение неправильной формы высотой до 40 см. Стебли, а у некоторых разновидностей и листья, имеют пурпурно-фиолетовый оттенок. Листья чередующиеся сидячие спирально расположенные. Несколько мясистая листовая пластинка обычно имеет длину от 7 до 15 см и ширину от 1,5 до 3 см, от ланцетно-продолговатой до продолговато-эллиптической формы с симметричным, закруглённым или клиновидным основанием и заострённым концом. Поверхность гладких листьев бывает красноватой или пурпурной, иногда даже зеленоватой. Край листа реснитчатый с красной или пурпурной бахромой. На протяжении всего вегетационного периода растение образует верхние соцветия. Трёхлепестковые цветки белого, розового или пурпурного цвета имеют радиальную симметрию. Три опушённых чашелистика в нижней части имеют длину от 7 до 10 мм. Три лепестка соединены у основания и имеют длину от 1,5 до 2 см. Над венчиком возвышаются шесть плодородных тычинок. Плоды — тонкостенные гладкие коробочки толщиной 3,5 мм. Размер семян от 2,5 до 3 мм. Растения погибают от умеренных морозов, но могут снова прорасти от выживших корней.

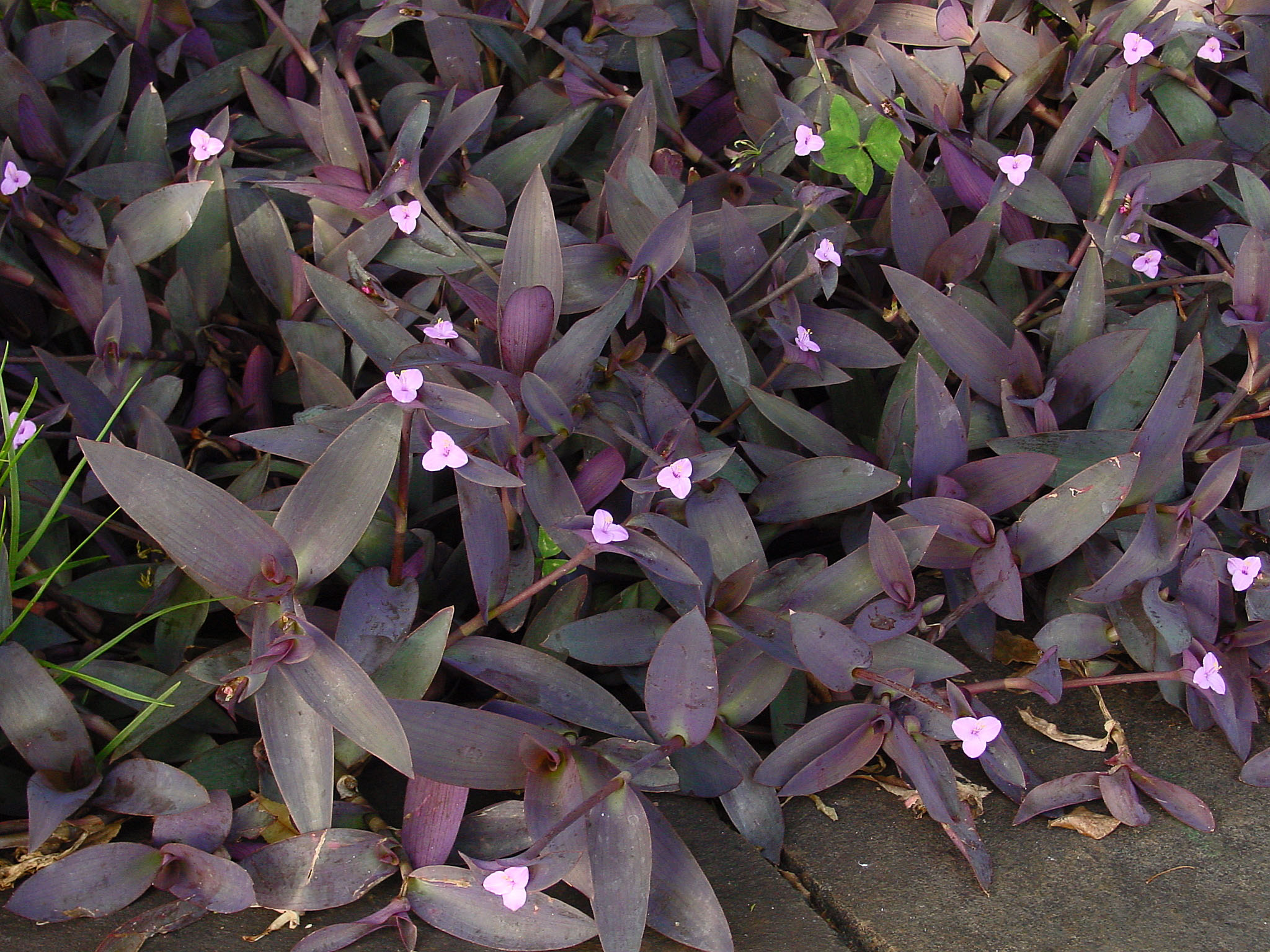
Общий вид
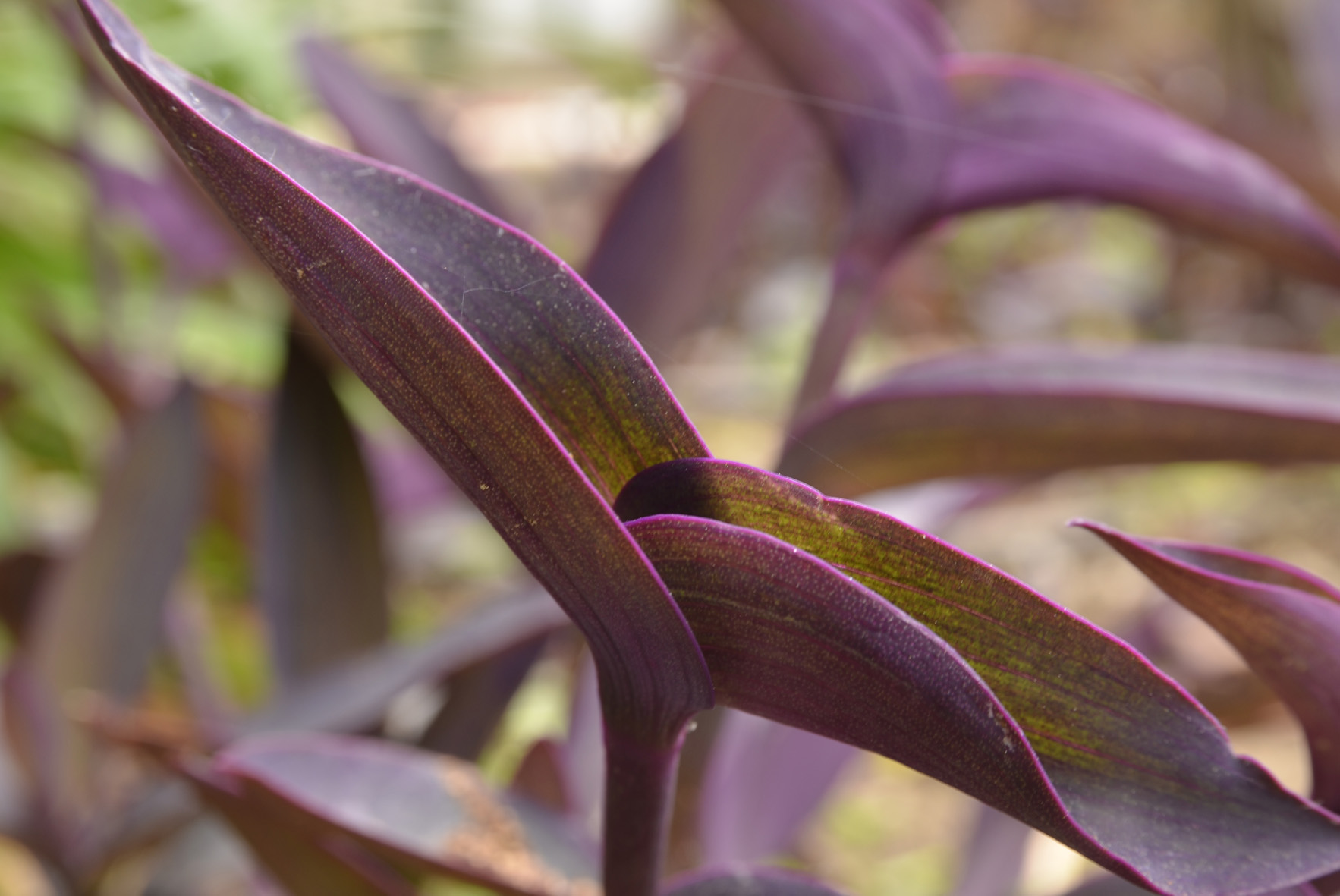
Листья
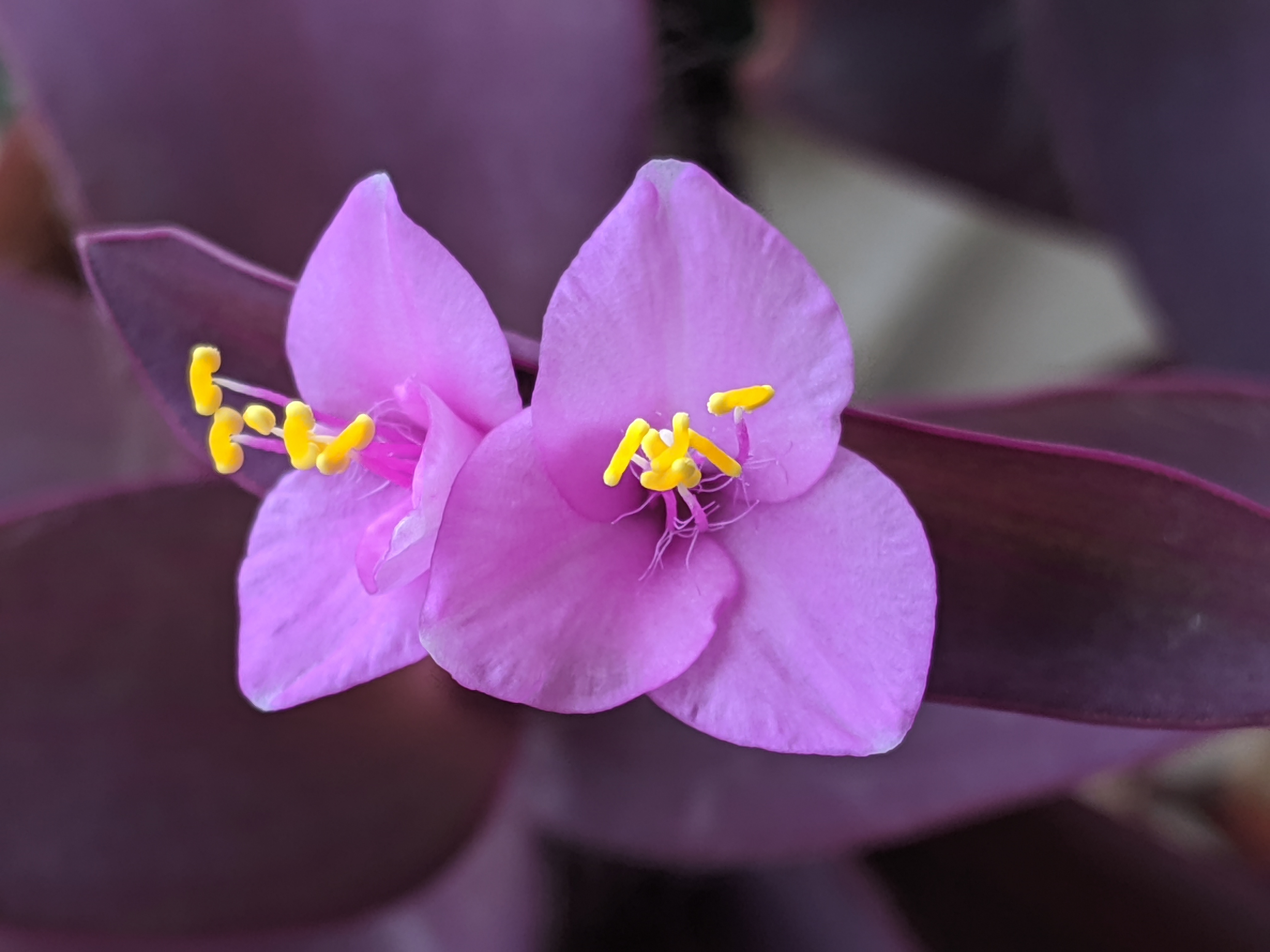
Цветки

## Таксономия
Типовой образец был собран английским ботаником Эдвардом Палмером недалеко от города Сьюдад-Виктория (штат Тамаулипас) в 1907 году. Вид был впервые описан в 1911 году Джозефом Нельсоном Роузом в Contributions from the United States National Herbarium под названием Setcreasea pallida. Дэвид Ричард Хант поместил вид в род Традесканция под названием Tradescantia pallida. Видовой эпитет — от латинского pallida, означает «бледная».

## Распространение и местообитание
Естественный ареал традесканции бледной — восточная Мексика в районе побережья Мексиканского залива. Растёт в сухих и солнечных местах. Вид также интродуцирован во Флориду и Луизиану, а также в Центральную и Южную Америку, Карибский бассейн, Южную Азию и Италию.

## Культивирование
Традесканция бледная широко используется как декоративное растение в садах и на бордюрах, как почвопокровное, висящее растение или — особенно в более холодном климате, где оно не может пережить зимний сезон — комнатное растение. Растение легко размножается черенками (стебли заметно сегментированы, а корни часто вырастают между сегментами). В качестве комнатного растения традесканция бледная была признана исключительно эффективной для улучшения качества воздуха в помещении за счёт фильтрации летучих органических соединений, класса обычных загрязнителей и раздражителей дыхательных путей, эффект, известный как фиторемедиация.
Существуют многочисленные сорта этого вида, из которых «Purpurea» с пурпурной листвой получила награду Award of Garden Merit Королевского садоводческого общества.